# Federação Japonesa de Hóquei no Gelo
A Federação Japonesa de Hóquei no Gelo é o órgão que dirige e controla o hóquei no gelo do Japão, comandando as competições nacionais e a seleção nacional.